# Dorcas Ajoke Adesokan
Dorcas Ajoke Adesokan, née le 5 juillet 1988, est une joueuse nigériane de badminton.

## Carrière
Lors des Championnats d'Afrique de badminton 2013 à Rose Hill, Dorcas Ajoke Adesokan obtient la médaille d'argent en équipe mixte. Elle est médaillée d'argent par équipe mixte, médaillé de bronze en simple femmes et en double mixte avec Ola Fagbemi aux Championnats d'Afrique de badminton 2014 à Gaborone ; elle remporte la même année trois médailles d'or aux Jeux africains de la jeunesse à Gaborone en simple filles, en doubles filles avec Uchechukwu Deborah Ukeh et par équipe mixte.
Aux Championnats d'Afrique de badminton 2017 à Benoni, elle est médaillée de bronze en simple femmes, en double femmes avec Zainab Momoh et par équipe mixte.
En 2018, elle est médaillée d'argent aux Championnats d'Afrique par équipe et en simple dames aux Championnats d'Afrique de badminton 2018 à Alger.
Aux Championnats d'Afrique de badminton 2019 à Port Harcourt, elle remporte trois médailles d'or, en simple femmes, en double femmes avec Uchechukwu Deborah Ukeh et par équipe mixte. Elle est médaillée d'or par équipe mixte et médaillée d'argent en simple dames et en double dames avec Uchechukwu Deborah Ukeh aux Jeux africains de 2019 à Rabat.
Elle est médaillée de bronze en double dames avec Sofiat Arinola Obanishola (en) aux Championnats d'Afrique de badminton 2024 au Caire.
Elle remporte aux Jeux africains de 2023 à Accra la médaille de bronze en simple dames et la médaille de bronze en double dames avec Sofiat Arinola Obanishola (en)
Elle est médaillée de bronze aux Championnats d'Afrique de badminton par équipes 2024 au Caire.